# Saison 2008 de l'équipe cycliste Bouygues Telecom
L'équipe cycliste Bouygues Telecom participait en 2008 au circuit UCI ProTour.

## Préparation de la saison 2008

### Arrivées et départs
| Arrivées         | Équipe 2007  |
| ---------------- | ------------ |
| Damien Gaudin    | Vendée U     |
| Perrig Quéméneur | Vendée U     |
| Evgeny Sokolov   | Vendée U     |
| Yuri Trofimov    | Moscow Stars |
| Sébastien Turgot | Vendée U     |

| Départs            | Équipe 2008           |
| ------------------ | --------------------- |
| Laurent Brochard   | Retraite              |
| Pierre Drancourt   | Groupe Gobert.com     |
| Andy Flickinger    | Retraite              |
| Yoann Le Boulanger | La Française des jeux |
| Didier Rous        | Retraite              |

## Effectif
| Effectif 2008            | Effectif 2008     | Effectif 2008 | Effectif 2008                    |
| Cycliste                 | Date de naissance | Pays          | Équipe précédente                |
| ------------------------ | ----------------- | ------------- | -------------------------------- |
| Julien Belgy             | 6 mai 1983        | France        | Vendée U (2006)                  |
| Giovanni Bernaudeau      | 25 août 1983      | France        | Vendée U-Pays de la Loire (2004) |
| Olivier Bonnaire         | 2 mars 1983       | France        | Vendée U-Pays de la Loire (2004) |
| Dimitri Champion         | 6 septembre 1983  | France        | Vendée U (2006)                  |
| Mathieu Claude           | 17 mars 1983      | France        | Vendée U-Pays de la Loire (2004) |
| Stef Clement             | 24 septembre 1982 | Pays-Bas      | Rabobank Continental (2005)      |
| Aurélien Clerc           | 26 août 1979      | Suisse        | Phonak Hearing Systems (2006)    |
| Nicolas Crosbie          | 2 avril 1980      | France        | Agritubel (2006)                 |
| Pierrick Fédrigo         | 30 novembre 1978  | France        | Crédit Agricole (2004)           |
| Xavier Florencio         | 26 décembre 1979  | Espagne       | Relax-Fuenlabrada (2005)         |
| Damien Gaudin            | 20 août 1986      | France        | Vendée U (2007)                  |
| Yohann Gène              | 25 juin 1981      | France        | Vendée U-Pays de la Loire (2004) |
| Anthony Geslin           | 9 juin 1980       | France        | Vendée U-Pays de la Loire (2001) |
| Saïd Haddou              | 23 novembre 1982  | France        | Auber 93 (2006)                  |
| Vincent Jérôme           | 26 novembre 1984  | France        | Vendée U-Pays de la Loire (2005) |
| Arnaud Labbe             | 3 novembre 1976   | France        | Auber 93 (2005)                  |
| Laurent Lefèvre          | 2 juillet 1976    | France        | Jean Delatour (2003)             |
| Rony Martias             | 4 août 1980       | France        | Vendée U-Pays de la Loire (2003) |
| Alexandre Pichot         | 6 janvier 1983    | France        | Vendée U-Pays de la Loire (2005) |
| Jérôme Pineau            | 2 janvier 1980    | France        | Vendée U-Pays de la Loire (2001) |
| Erki Pütsep              | 25 mai 1976       | Estonie       | AG2R Prévoyance (2006)           |
| Perrig Quéméneur         | 26 avril 1984     | France        | Vendée U (2007)                  |
| Franck Renier            | 11 avril 1974     | France        | Vendée U (1999)                  |
| Evgueni Sokolov          | 11 juin 1984      | Russie        | Vendée U (2007)                  |
| Matthieu Sprick          | 29 septembre 1981 | France        | Vendée U-Pays de la Loire (2003) |
| Yury Trofimov            | 26 janvier 1984   | Russie        | Moscow Stars (2007)              |
| Johann Tschopp           | 1 juillet 1982    | Suisse        | Phonak Hearing Systems (2006)    |
| Sébastien Turgot         | 11 avril 1984     | France        | Vendée U (2007)                  |
| Thomas Voeckler          | 22 juin 1979      | France        | Vendée U-Pays de la Loire (2000) |
|                          |                   |               |                                  |
| Source : ProCyclingStats |                   |               |                                  |

## Victoires
| Date       | Course                                          | Pays          | Classe | Vainqueur        |
| ---------- | ----------------------------------------------- | ------------- | ------ | ---------------- |
| 16/01/2008 | 1re étape de la Tropicale Amissa Bongo          | Gabon         | 2.1    | Rony Martias     |
| 19/01/2008 | 4e étape de la Tropicale Amissa Bongo           | Gabon         | 2.1    | Rony Martias     |
| 08/02/2008 | 3e étape de l'Étoile de Bessèges                | France        | 2.1    | Yury Trofimov    |
| 09/02/2008 | 1re étape du Tour de Langkawi                   | Malaisie      | 2.HC   | Matthieu Sprick  |
| 10/02/2008 | Classement général de l'Étoile de Bessèges      | France        | 2.1    | Yury Trofimov    |
| 07/03/2008 | 1re étape du Tour ivoirien de la Paix           | Côte d'Ivoire | 2.1    | Sébastien Turgot |
| 07/03/2008 | 1re étape de Trois Jours de Flandre-Occidentale | Belgique      | 2.1    | Aurélien Clerc   |
| 12/03/2008 | Classement général du Tour ivoirien de la Paix  | Côte d'Ivoire | 2.1    | Rony Martias     |
| 11/04/2008 | Classement général du Circuit de la Sarthe      | France        | 2.1    | Thomas Voeckler  |
| 09/05/2008 | 4e étape des Quatre Jours de Dunkerque          | France        | 2.HC   | Pierrick Fédrigo |
| 22/05/2008 | 3e étape du Tour de Catalogne                   | Espagne       | PT     | Pierrick Fédrigo |
| 31/05/2008 | Grand Prix de Plumelec-Morbihan                 | France        | 1.1    | Thomas Voeckler  |
| 13/06/2008 | 5e étape du Critérium du Dauphiné libéré        | France        | PT     | Yury Trofimov    |
| 05/07/2008 | Tour du Doubs                                   | France        | 1.1    | Anthony Geslin   |
| 25/08/2008 | Grand Prix de Plouay                            | France        | PT     | Pierrick Fédrigo |
| 19/10/2008 | Chrono des Herbiers                             | France        | 1.1    | Stef Clement     |

## Classement UCI

### Individuel
| Rang | Coureur          | Points |
| ---- | ---------------- | ------ |
| 15   | Pierrick Fédrigo | 55     |
| 40   | Aurélien Clerc   | 30     |
| 99   | Yury Trofimov    | 4      |
| 140  | Jérôme Pineau    | 1      |
| 150  | Stef Clement     | 1      |

### Équipe
L'équipe Bouygues Telecom a terminé à la 15e place avec 108 points.